# اصلاح نژاد جانوران

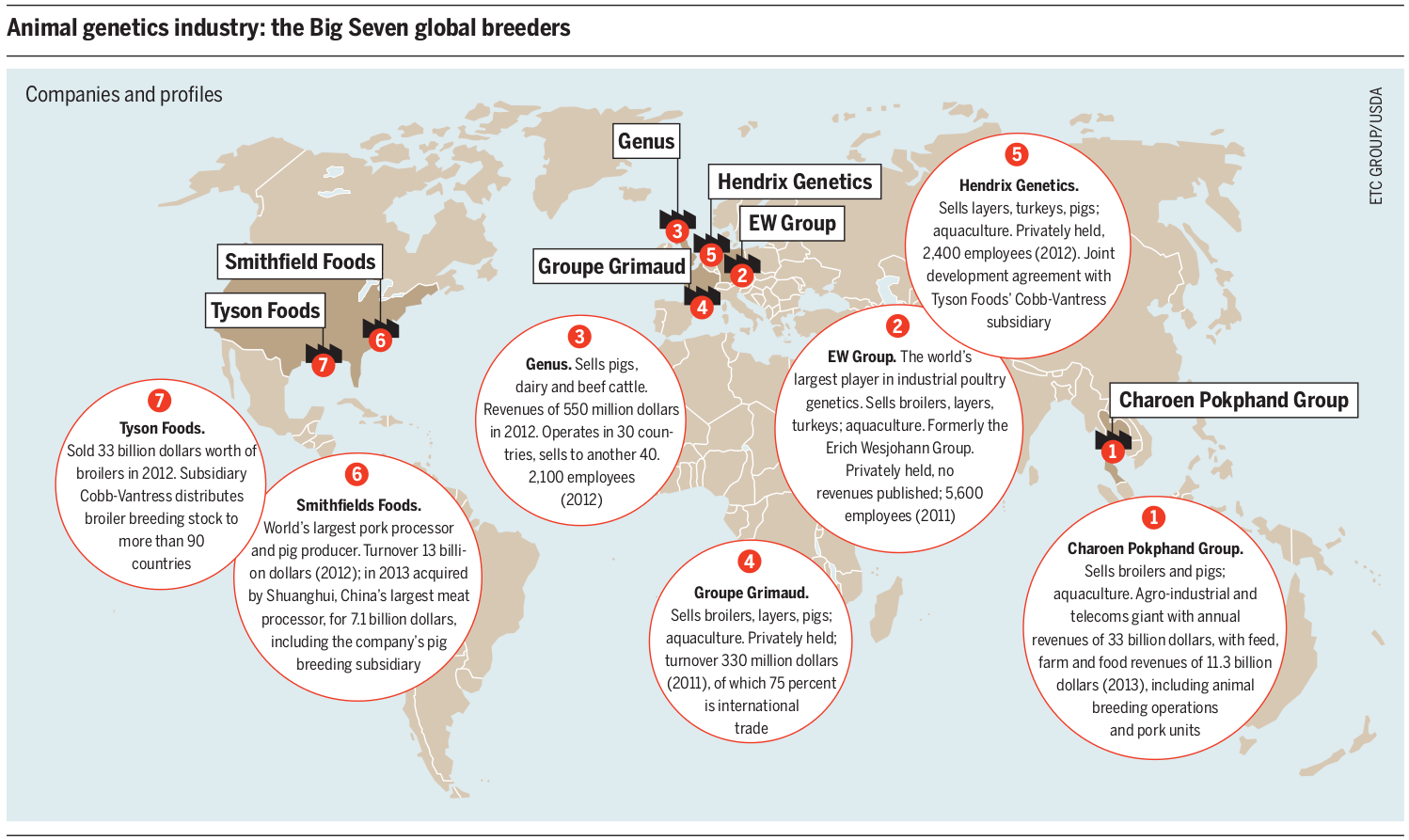
هفت شرکت با اصلاح نژاد بیشتر

اصلاح نژاد جانوران (به انگلیسی: Animal breeding) شاخه‌ای از علوم دامی است که به ارزیابی (با استفاده از بهترین پیش‌بینی ناسوگرایانه خطی و دیگر روش‌ها) ارزش ژنتیکی (ارزش اصلاحی برآوردی، EBV) دام می‌پردازد. انتخاب جانوران با EBV برتر در سرعت رشد، تولید تخم، گوشت، شیر یا پشم یا دیگر صفات مطلوب، انقلابی در تولید دام در سراسر جهان ایجاد کرده‌است. تئوری علمی اصلاح نژاد جانوران شامل ژنتیک جمعیت، ژنتیک کمی، آمار و به‌تازگی ژنتیک مولکولی است و بر اساس کارهای پیشگام سووال رایت، جی لورنس لش و چالز هندرسون است.